# Будинок ІТП (Київ)
Будинок інженерно-технічних працівників (ІТП) (будинок «Підводний човен») — житловий будинок, розташований на вулиці Дарвіна, 5. Один із найкращих зразків київського постконструктивізму.
Наказом Міністерства культури і туризму України № 747/0/16-06 від 7 вересня 2006 року занесено до обліку пам'яток містобудування й архітектури.

## Будівництво і використання будівлі
Вулицю Дарвіна активно забудовували в 1930-х роках. У 1934 році за проєктом архітектора Георгія Любченка звели будинок для інженерно-технічних працівників.
Дах наріжжя був обнесений балюстрадою для облаштування на ньому солярію. 1939 року обговорювався плани перетворити солярій на квартиру. Однак комісія фахівців, до якої входили архітектори Павло Альошин і Йосип Каракіс, вирішила, що такі зміни зашкодять зовнішньому вигляду будівлі. П'ятий поверх добудували у 1952-1953 роках. Його пристосували під гуртожиток для студентів інституту театрального мистецтва імені Карпенка-Карого.

## Архітектура
Будинок складається з двох корпусів. Чотириповерхова будівля розташована на червоній лінії. На вежоподібний об'єм її правого флангу, схожий на рубку підводного човна, перенесений просторовий акцент вулиці. Вежу увінчує декоративна надбудова. Подібні заокруглення, характерні для західного «заокругленого стилю», були притаманні конструктивістським будівлям тих років, наприклад, «Будинку установ № 2» на Хрещатику (1930), який планувалось також збудувати із закругленою вежеподібною наріжною частиною.
П'ятиповерховий корпус зміщений в глибину під невеликим кутом відносно першої будівлі.
Планування секційне. У кожній секції розташовані дво-, три- і чотирикімнатні квартири.
На сходові клітки ведуть парадний і чорний входи.
Фасад розчленований горизонтальними білими лініями тяг, карнизів та обрамлень вікон. Площини стін сходових кліток фланковані еркерами з балконами.

## Галерея

Заокруглені конструктивістські будівлі
Головний корпус Інституту клінічної фізіології